# Phare de Green Island (Irlande du Nord)
Pour les articles homonymes, voir Phare de Green Island.
Le phare de Green Island est un petit phare situé sur le chenal dans Carlingford Lough, dans le comté de Down, en Irlande du Nord. Il est géré par les Commissioners of Irish Lights (CIL).

## Histoire
C'est un feu directionnel, datant de 1873, construit sur une tourelle métallique de 14 m de haut avec une galerie. Elle est peinte en blanc, avec un tiers inférieur en vert foncé.
Ce feu est localisé à environ 460 m au nord-ouest du phare de Vidal Bank, proche du phare d'Haulbowline.
Il émet un feu blanc occultant toutes les 3 secondes, marquant un côté du chenal, en parallèle du feu de Vidal Bank. Il n'est accessible qu'en bateau.